# Szádeczky-Kardoss Gyula

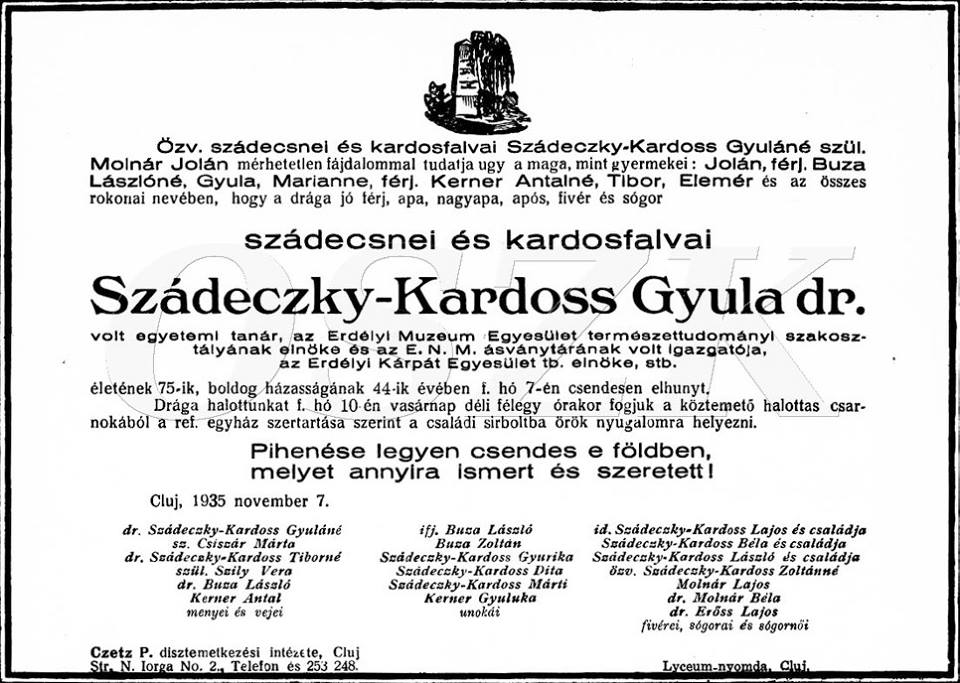
Gyászjelentése

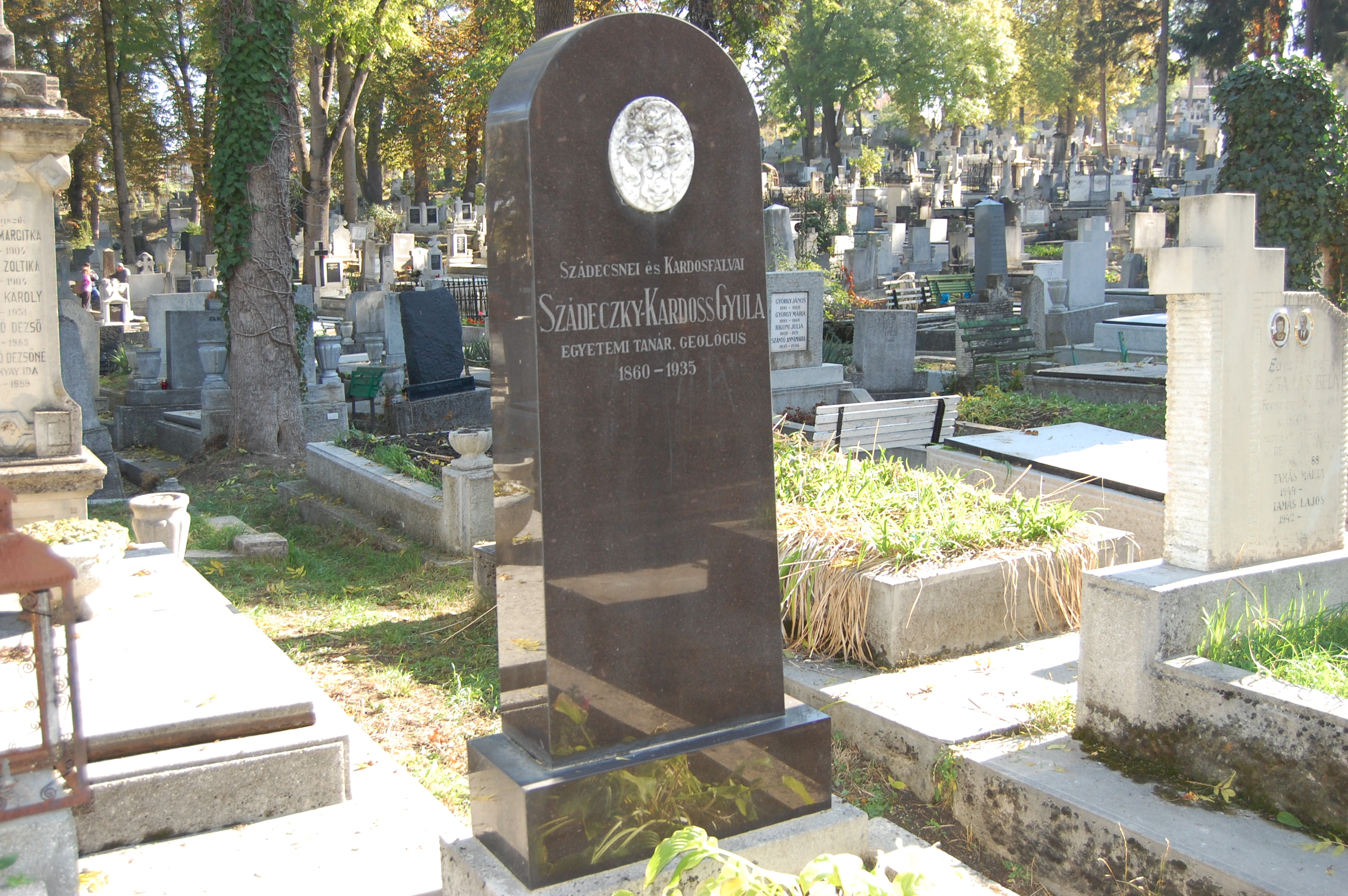
Sírja a Házsongárdi temetőben

Szádecsnei Szádeczky-Kardoss Gyula (Pusztafalu, 1860. december 30. – Kolozsvár, 1935. november 7.) erdélyi magyar geológus, mineralógus, egyetemi tanár, Szádeczky-Kardoss Lajos öccse.

## Élete
Édesapja szádecsnei Szádeczky Sámuel (1824–1894), evangélikus református lelkész, az 1848-as szabadságharc tüzérhadnagya, édesanyja ivanóczi Kanócz Jeanette (1836-1914) volt.
A Budapesti Tudományegyetemen Szabó József professzortól geológiát tanult mint természetrajz-kémia szakos hallgató. Miután befejezte egyetemi tanulmányait, a földtani tanszék tanársegédje lett.
Állami ösztöndíjasként az 1889/1890-es tanévet Franciaországban töltötte el. Itt Foudre professzor mellett a College de France laboratóriumában munkálkodott. Innen hazatérvén jelentős számú cikke jelent meg különböző folyóiratok hasábjain elsősorban a Tokaji-hegység és a Zempléni-szigethegység földtani-kőzettani viszonyairól, de az ország más részeiről is. Később a kőzettan területének magántanára lett.
1896-ban kinevezték a kolozsvári egyetem ásvány- és földtani tanszékére nyilvános rendes tanárnak. Több évi munkájába telt a tanszék berendezéseinek és több mint 20 ezer darabból álló gyűjteményének átköltöztetése.
Szoros nemzetközi kapcsolatot tartott fenn több olasz és francia kollégájával, valamint Murgoci és Mrazec román professzorokkal is. A Déli-Kárpátok déli román és északi magyar részét 1907-ben járták be magyar és román hallgatókkal közösen. Rendszeresen részt vett nemzetközi kongresszusokon, 1897-ben Szentpéterváron, 1900-ban Párizsban. Stockholmban a kongresszus egyik alelnöke, 1926-ban a madridi, 1929-ben a pretoriai kongresszuson is jelen volt.
Négyszer volt dékán, az 1899/1900-as, az 1907/1908-as, az 1913/1914-as,  valamint az 1919/1920-as tanévekben. 1911/1912-ben az egyetem rektora volt. 
1914. április 9.-én I. Ferenc József magyar király bátyjával, Szádeczky-Kardoss Lajossal együtt, újabb előnevet és címert adományozott, egyben megengedte a "Szádeczky" vezetéknevét "Szádeczky-Kardossá" változtatását.
Az első világháborút követően Erdélyben, Kolozsváron maradt, így a Román Földtani Intézet főgeológusaként tovább dolgozhatott egészen haláláig. Ezt a kivételes bánásmódot Popescu-Voiteṣti-nek, tanszéki román utódjának köszönhette, aki nagyra becsülte szaktudását.
Az Erdélyi Kárpát-Egyesület útjelző bizottságának tagja (1897), majd választmányi tagja (1898-1909), valamint a kerékpáros osztály alelnöke (1898-).

## Munkássága
Legfőbb kutatási területei a Bihar-hegység és a Vlegyásza, valamint azok  földtana, tektonikája és kőzetei voltak. Ezekből a témakörökből 25 értekezése készült el. Élete utolsó tíz évében a Kelemen-havasokat és a Hargitát térképezte. Míg elődje, Koch Antal, főleg az Erdélyi-medencével foglalkozott, ő sokat tett Erdély nyugati határhegységei, magmás előfordulásai, felszíni és fedett vulkáni tufái megismerése érdekében.

### Művei
- A magyarországi Obsidiánok, különös tekintettel geológiai viszonyaikra. 1886

Főbb művei a következők:
- Adatok az Erdélyi-medence tektonikájához, 1913
- Tufatanulmányok Erdélyben I.-II.-III., Kolozsvár, 1914-1917

## További irodalom
- Balogh Ernő: Dr. Szádeczky-Kardoss Gyula. (Kolozsvár, 1936.)